# Талтош
Талтош (мађ. Táltos, tátos), према мађарској народној митологији, особа која има натприродне моћи. Његова делатност по веровању комбинује улогу свештеника, лекара, психијатра, вође церемонијала, судије и гатача.
Бити талтош је нешто урођено, не може се поучити нити се може научити. На основу неких збирки, неко би могао бити и талтош путем иницијације. Једна од најважнијих карактеристика талтоса била је „откривање“. Током дуге сесије, можете лечити из даљине или ваша душа може одлетети далеко, чак и међу звезде. Процес поновног рађања најбоље је и најтачније сачуван у народној причи Секеља „краљевић Мирко“ (Mirkó királyfi).

## Порекло речи
Назив Талтош може бити повезано са глаголом „талт” (tált), што значи „широко отворити”, односно „отворили се свету“. Вероватније је, међутим, његова сродност са угарским речима као што су северно мансијски израз  „лако“ (tūltėn) и хантијски „са магичним моћима“ (tolten). Још једна хипотеза сугерише деривацију из туркијскогског „несвесност” (talt).

## Опис
Најпоузданији извештај о талтошу даје римокатолички свештеник Арнолд Ипоји у својој збирци народних веровања, „Мађарска митологија” (Magyar mitológia) (1854). Богови или духови би бирали талтоша пре рођења или током детињства. Људи са зубима при рођењу, шестим прстом или другим додатним костима, или са косом, такође су се често сматрали изабраним.
Ако би се додатна кост сломила или би била украдена пре него што талтош напуни 7 година, његове способности би биле изгубљене. Бити талтош није се могло научити нити научити, могло се десити само преко натприродног позива. Нека веровања сматрају да би талтош морао да се доји док не напуни 7 година, што би му дало огромну физичку снагу. (Пример за то се јавља у архаичној народној причи „Син беле кобиле“.)
Најважнија способност талтоша је медитација или духовни транс назван „ревулеш“ (révülés), у овом стању могао је да лечи ране и болести или да научи скривене истине тако што је „слао њихову душу међу звезде“. Талтоша су бирали богови или духови за одређени животни позив и имали су дужност да комуницирају са читавом мађарском нацијом у време опасности, да упозоравају на нападе војски или предстојећи културни колапс.

## Пагани
Према општем консензусу, талтоши су сматрани делом паганске религије. Међутим, постоје докази да су талтоши постојали све до Хабзбуршке ере, када је овој традицији дошао крај.
Осликана таваница цркве Секељдержу имала је фигуру са шест прстију, ово је касније реновирано, „исправљајући” слику на пет прстију.
Исус Христ би се пост-хришћанству понекад називао „небески талтош” (égi táltos).

## Генцел и Кампо
У мађарским народним причама уобичајени су талтоши, као што су Генцел и Кампо (Göncöl és Kampó).
Кампо је имао „ледено тело“ (jégtestű) и да је био низак, са дебелим ногама. Живео је у Темешвару (данашњи Темишвар), ручао је у Будиму за истим столом као и краљ Матија и увек био лоше обучен. Краља Матију су неколико пута питали зашто сиромах једе за истим столом са краљем, али је краљ Матија инсистирао на овој традицији. Када је отоманска војска напала Мађарску краљевину, Кампо је наводно просуо ватру из својих уста и „борио се својим леденим телом против турског метала“, повративши коња краља Матије „налик на месец“ („holdas“ = „помрачење“). од Турака.
Генцел (такође Денцел, Гинци — Döncöl, Güncü), с друге стране, имао је огромно знање. Разговарао је са животињама, разумео значење звезда и измислио кочију. Речено је да је имао кочију коју је вукло више коња којима је, како се наводи, сломљена и савијена руда. Његовој смрти није било сведока, већ се говорило да је једноставно „нестао међу звездама“. „Генкелов тренер” је видљив на ноћном небу као Велики медвед („Ursa Major”), где је реп медведа руда кочије.